# مو گاوران

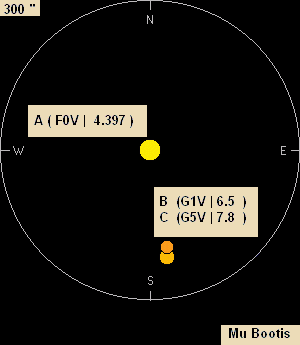
مختصات ستاره موگاوران در آسمان

مو گاوران (Mu Boötis) یا قُطَربوس (لاتین: Alkalurops) یک سامانهٔ ستاره‌ای جذاب در صورت فلکی گاوران است که در فاصله ۱۲۱ سال نوری از زمین قرار دارد. این سیستم در واقع از دو ستاره دوتایی تشکیل شده است که با یک تلسکوپ کوچک قابل مشاهده هستند. نام‌های دیگر این ستارهٔ دوتایی، عصاءالرّاعی (چوب‌دست گاوران) و طرف‌العصا است.
ستاره اصلی، یعنی قطربوس اِی، یک ستاره زرد-سفید است که با چشم غیرمسلح نیز قابل مشاهده است. در نزدیکی آن، دو ستاره دوتایی قطربوس بی و سی قرار دارند که برای تفکیک آن‌ها به یک تلسکوپ بزرگتر نیاز است. این دو ستاره به قدری به هم نزدیک هستند که اگر از قطربوس اول به آن‌ها نگاه کنیم، مانند یک «خورشید دوتایی» بسیار درخشان به نظر می‌رسند.
مو گاوران یک هدف رصدی برای علاقه‌مندان به نجوم است و فرصتی برای مشاهده یک سیستم ستاره‌ای چندگانه فراهم می‌کند.

## نام
نام سنتی این سامانهٔ ستاره‌ای یعنی قُطَربوس، Alkalurops، از واژه یونانی "kalaurops" به معنای "عصای گله‌داری" گرفته شده است که به شکل صورت فلکی گاوران اشاره دارد. Al- در اول این نام، از پیشوند عربی «ال-» گرفته شده که حرف تعریف است. نام اصلی آن از یونانی به عربی و سپس به لاتین رفته و دوباره به یونانی و لاتین و در نهایت با شکل و شمایل عربی برگشته است.
عصاءالرّاعی (چوب‌دست گاوران) و طرف‌العصا دیگر نام‌های این سامانهٔ ستاره‌ای هستند.
- μ Boötis* (به لاتین *Mu Boötis*) نام بایر این ستاره است. همچنین نام فلمستید *51 Boötis* را نیز دارد.

نام سنتی این سامانه، *Alkalurops*، از واژه یونانی καλαύροψ *kalaurops* به معنای «عصای گله‌داری یا چوب دستی» گرفته شده است که پیشوند عربی به آن اضافه شده است. این سامانه همچنین با نام‌های *Inkalunis* (از جدول‌های آلفونسین)، *Clava* (به لاتین "چماق") و *Venabulum* (به لاتین "نیزه شکار") نیز شناخته شده است. در سال ۲۰۱۶، اتحادیه بین‌المللی اخترشناسی یک گروه کاری در زمینه نام‌های ستارگان (WGSN) را برای فهرست‌بندی و استانداردسازی نام‌های مناسب برای ستارگان تشکیل داد. WGSN نام *Alkalurops* را برای *μ¹ Boötis* در ۲۱ اوت ۲۰۱۶ تأیید کرد و اکنون در فهرست نام‌های ستارگان IAU ثبت شده است.
این سامانه در زبان چینی با نام 七公六, Qī Gōng liù (ستاره ششم از هفت عالیجناب) شناخته می‌شود.

## سامانه

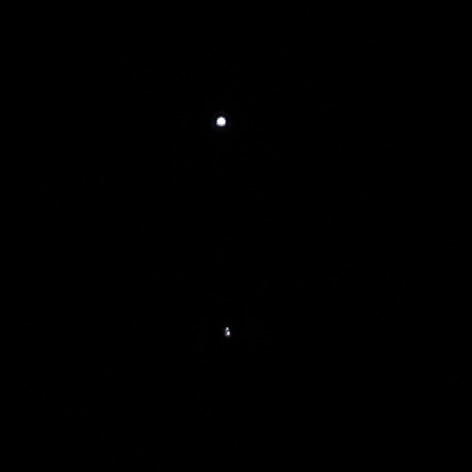
مو گاوران (Alkalurops) همان‌طور که در یک تلسکوپ کوچک دیده می‌شود

جفت اصلی، مؤلفه A، با نام μ¹ Boötis شناخته می‌شود و دو مؤلفه آن دارای فاصله زاویه‌ای ۰٫۰۸ دقیقه قوسی هستند.
مؤلفه دوم، متشکل از مؤلفه‌های BC، با نام μ² Boötis شناخته می‌شود و فاصله آن‌ها ۲٫۲ ثانیه قوسی است. این دو سامانه ستاره دوتایی با فاصله ۱۰۷ ثانیه قوسی از هم جدا شده‌اند و اختلاف منظر و حرکت خاص مشابهی دارند که نشان می‌دهد آن‌ها یک سامانه را تشکیل می‌دهند. با این حال، مؤلفه‌های BC ترکیب شیمیایی متفاوتی نسبت به جفت A دارند، که نشان می‌دهد این ممکن است در عوض یک برخورد نزدیک بین دو سامانه دوتایی باشد.

## ویژگی‌ها
μ¹ Boötis یک زیرغول زرد-سفید با قدر ظاهری +۴٫۳۱ است.
ستاره دوتایی μ² Boötis که در آسمان با فاصله ۱۰۸ دقیقه قوسی از همدم درخشان‌تر خود جدا شده است، دارای طیف ترکیبی G1V و روشنایی ترکیبی +۶٫۵۱ قدر ظاهری است. مؤلفه‌های μ² Boötis دارای قدر ظاهری +۷٫۲ و +۷٫۸ هستند و با فاصله ۲٫۲ دقیقه قوسی از هم جدا شده‌اند. آن‌ها هر ۲۶۰ سال یک بار به دور مرکز جرم مشترک خود می‌چرخند.
قطربوس یک ستاره سه‌گانه شگفت‌انگیز است. در فاصله ۱٫۸ دقیقه قوسی از این ستاره، یک همدم با قدر ششم (۶٫۵۰) وجود دارد که از نظر فنی با چشم غیر مسلح قابل مشاهده است. ستاره اصلی، خود قطربوس (قطربوس A)، یک کوتوله از رده F(F0) با دمای متوسط (۷۱۹۵ کلوین) است. این ستاره در فاصله ۱۲۰ سال نوری، ۲۰ برابر خورشید درخشندگی دارد که برای رده خود بسیار زیاد است و نشان می‌دهد که یا در حال آغاز فرگشت است یا خود نیز دوتایی است. طیف آن نشان دهنده یک همدم حل نشده با دوره تقریباً ۳۰۰ روز است (که باعث می‌شود این سیستم چهارگانه شود). این ستاره همچنین ممکن است یک ستاره متغیر با تغییرات اندک باشد.
همدم قابل رؤیت (قطربوس BC) به‌طور واضح دوتایی است و از یک جفت ستاره کوتوله شبیه خورشید (از رده G1) تشکیل شده است که به‌طور میانگین ۱٫۵ ثانیه قوسی از هم فاصله دارند. ستاره درخشان‌تر این جفت (قطربوس B) با قدر هفتم (۶٫۹۸) دو برابر درخشندگی خورشید را دارد، در حالی که همدم کم‌نورتر آن (قطربوس C، ۷٫۶۳) تقریباً همسان خورشید است. این دو هر ۲۶۰ سال به دور همدیگر می‌چرخند و میانگین فاصله آنها ۵۴ واحد نجومی است (۳۵ درصد دورتر از فاصله پلوتون از خورشید). جفت کوچک‌تر حداقل ۴۰۰۰ واحد نجومی از قطربوس A با جرم تقریبی دو جرم خورشیدی فاصله دارد و حداقل ۱۲۵۰۰۰ سال طول می‌کشد تا مدار کامل خود را طی کند. از قطربوس A، جفت BC مانند یک «خورشید دوتایی» درخشان (البته در آن فاصله شبیه ستاره) به نظر می‌رسد که حدود ۱۰۰ برابر ونوس ما درخشان‌تر است و تا یک درجه از هم جدا می‌شود.
قطربوس A در نزدیکی یک نقطه گذار حیاتی ستاره‌ای قرار دارد. ستارگان داغ‌تر هیدروژن را به هلیوم از طریق چرخه کربن (که در آن از کربن به عنوان کاتالیزور هسته‌ای استفاده می‌شود) همجوشی می‌کنند، لایه‌های همرفتی در حال گردش ندارند و همچنین تمایل به چرخش بسیار سریع‌تری دارند (قطربوس حداقل ۴۰ برابر سریع‌تر از خورشید می‌چرخد).